# Japansk klocka

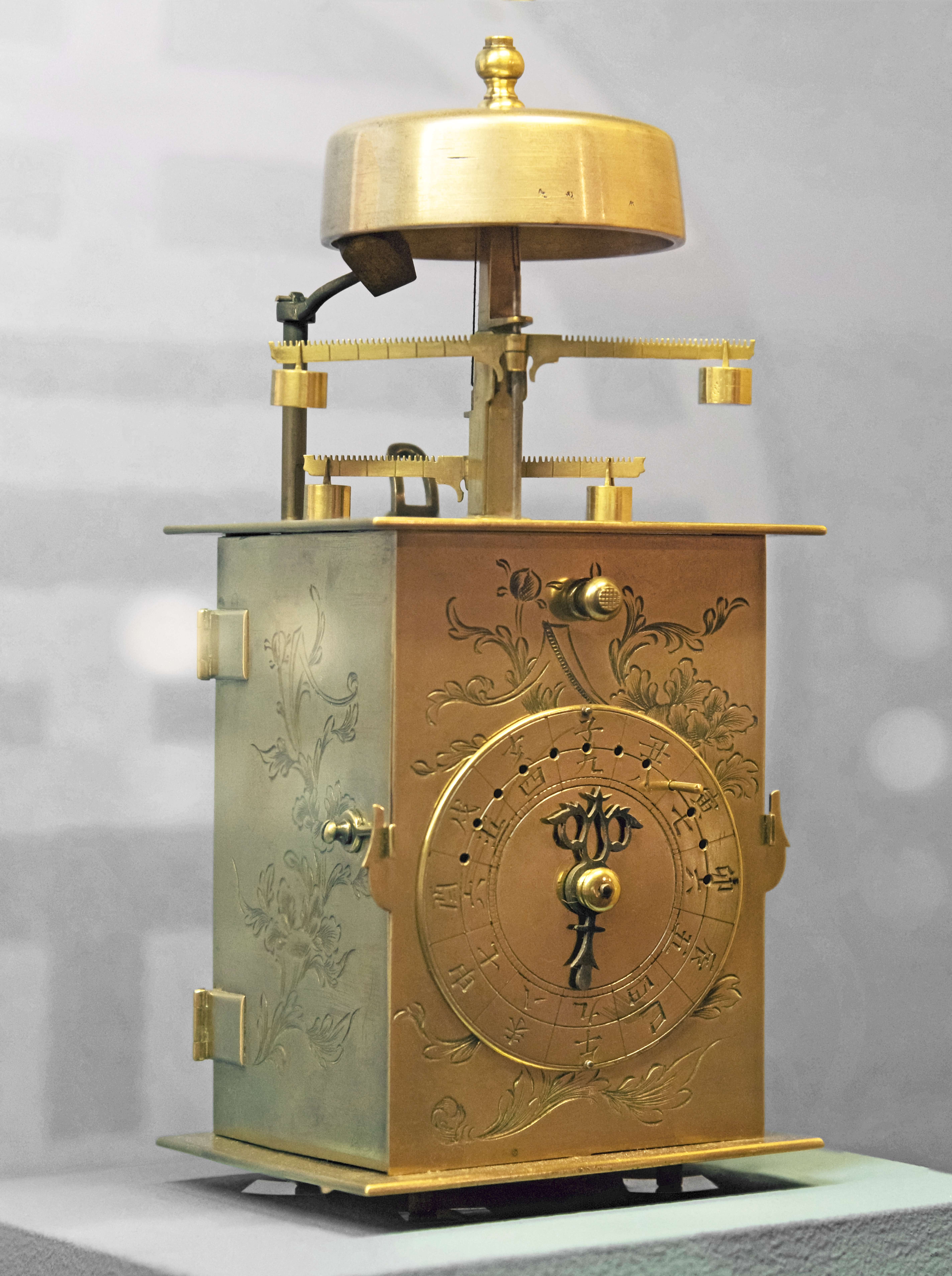
Japansk klocka

Japansk klocka (和時計 wadokei) är en mekanisk klocka som visar traditionell japansk tid. Mekaniska klockor introducerades i Japan av jesuitiska missionärer eller holländska köpmän under 1500-talet. Klockorna var tillverkade av järn och mässing och hade formen av lyktor. Tokugawa Ieyasu ägde en lyktformad klocka av europeisk tillverkning.